# اتحادیه بین‌المللی علیه صرع

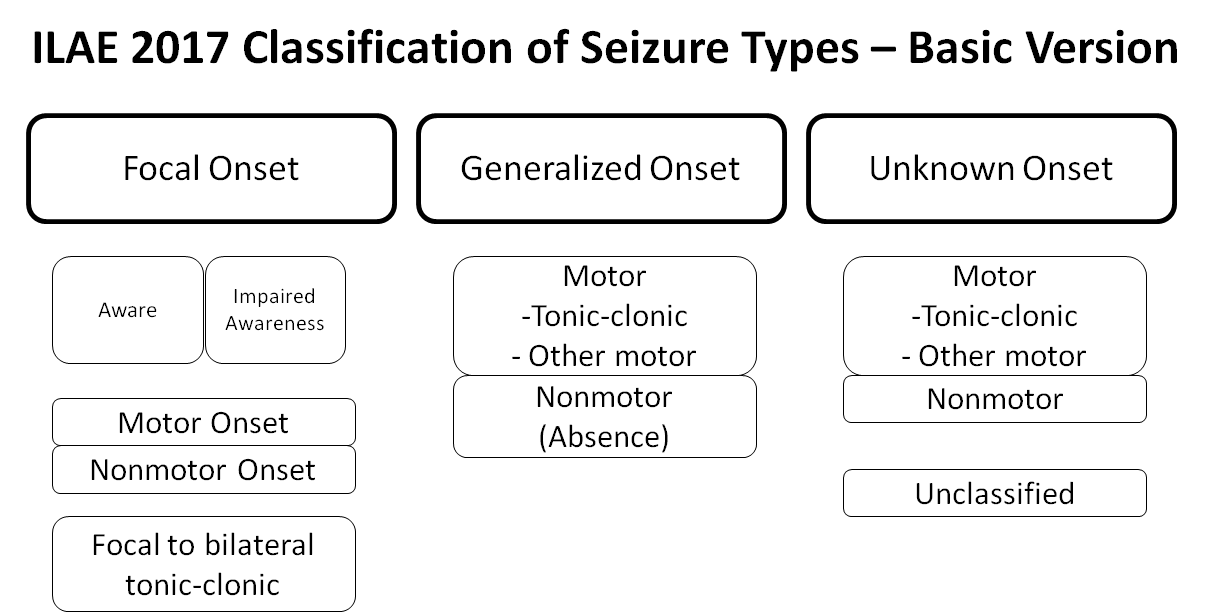
طبقه‌بندی انواع تشنج توسط اتحادیه بین‌المللی علیه صرع

اتحادیه بین‌المللی علیه صرع (انگلیسی: International League Against Epilepsy) یا به‌اختصار «ILAE» در سال ۱۹۰۹ میلادی شروع به کار کرد و هدفش، بهبود زندگی مبتلایان به صرع از طریق انجام پژوهش در این زمینه است.
این اتحادیه سه ژورنال پزشکی با نام‌های «اپی‌لپسیا»، «اپی‌لپسیا اوپن» و «اختلالات صرعی» را منتشر می‌کند.